# Лумеццане
Лумеццане (італ. Lumezzane) — муніципалітет в Італії, у регіоні Ломбардія,  провінція Брешія.
Лумеццане розташоване на відстані близько 460 км на північний захід від Рима, 90 км на схід від Мілана, 16 км на північ від Брешії.
Населення — 22 980 осіб (2014).

## Демографія
Населення за роками:

Станом на 1 січня 2023 року в муніципалітеті офіційно проживало 2305 іноземців з 75 країн, серед них 363 громадяни країн Євросоюзу та 79 громадян України.

## Сусідні муніципалітети
- Аньозіне
- Біоне
- Каїно
- Касто
- Кончезіо
- Маркено
- Наве
- Сареццо
- Вілла-Карчина

## Відомі особистості
В поселенні народився:
- Альберто Грассі (* 1995) —  італійський футболіст.